# چلسی (آلاباما)
چلسی (به انگلیسی: Chelsea) شهری در شهرستان شلبی ایالت آلاباما است که مساحت آن ۵۶٫۲ کیلومتر مربع است و در سرشماری سال ۲۰۱۰ میلادی، ۱۰٬۱۸۳ نفر جمعیت داشته و تراکم جمعیتی آن، ۱۸۱٫۱۹ نفر در هر کیلومتر مربع بوده است.